# Horizon West
Horizon West es un lugar designado por el censo ubicado en el condado de Orange en el estado estadounidense de Florida. En el Censo de 2010 tenía una población de 14.000 habitantes y una densidad poblacional de 141,94 personas por km².

## Geografía
Horizon West se encuentra ubicado en las coordenadas 28°26′2″N 81°37′22″O / 28.43389, -81.62278. Según la Oficina del Censo de los Estados Unidos, Horizon West tiene una superficie total de 98.63 km², de la cual 85.32 km² corresponden a tierra firme y (13.5%) 13.32 km² es agua.

## Demografía
Según el censo de 2010, había 14.000 personas residiendo en Horizon West. La densidad de población era de 141,94 hab./km². De los 14.000 habitantes, Horizon West estaba compuesto por el 77.95% blancos, el 6.38% eran afroamericanos, el 0.34% eran amerindios, el 8.19% eran asiáticos, el 0.15% eran isleños del Pacífico, el 3.71% eran de otras razas y el 3.29% pertenecían a dos o más razas. Del total de la población el 19.76% eran hispanos o latinos de cualquier raza.